# ヴェールを破るもの
ヴェールを破るもの（原題：英: The Render of the Veils）は、イギリスのホラー小説家ラムジー・キャンベルが1964年に発表した短編小説。クトゥルフ神話の一つ。

## 概要
クトゥルフ神話「第二世代」作家であるキャンベルの作品で、1964年にアーカムハウスから短編集『The Inhabitant of the Lake and Less Welcome Tenants』に収録されて発表された。キャンベル作品の邦訳は限られており、本短編は2012年にようやく日本で翻訳された。
翻訳者の尾之上浩司は当作品の前置きにて「クトゥルフ神話のパターンのひとつに「禁断のものに触れてしまい破滅への道に落ちる」というものがあるが、そういった作品のなかでよく使われる言葉がヴェールで――」と述べて内容へと続けている。
キャンベルのブリチェスター・「グラーキの黙示録」物語群の一つである。主役である邪神ダオロスは、キャンベルが創造して本作品にて登場させた神であり、文献「グラーキの黙示録」（グラーキの啓示と邦訳されている）に記されている。ダオロスの異名「ヴェールを破るもの」は、他の二次資料では「ヴェールをはぎ取るもの」とも訳されている。キャンベルはまた、2000年代以降にもダオロスの作品を執筆しているが、そちらは未訳となっている。
東雅夫は『クトゥルー神話事典』にて「ダオロス召喚の恐るべき顛末を描く」と解説している。

## あらすじ
ある大学で活動していた黒魔術の団体が、存在が明るみに出たことにより組織を解体され関係者は追い出される。ヘンリー・フィッシャーは運よく摘発を逃れ、中心人物が所持していた資料を入手する。
フィッシャーは協力者を探し、ある雨の夜にタクシーで乗り合わせたケヴィン・ギルソンに適性を見出し、チュダー・ドライヴの自宅アパートへと連れて行く。フィッシャーは録音記録を取りつつ、招待したギルソンに、召喚者に知識をもたらす神ダオロスについて説明する。禁断の文献によると、人間の知覚は錯覚にすぎず、ダオロスの力でヴェールを破ることで世界の真の姿を見ることができるという。ギルソンは協力を了承し、2人は召喚の儀式を始める。2人は暗闇の中でダオロスを召喚し、真実の姿を見せる契約を結び、ダオロスは願いをかなえて去る。確認するために、フィッシャーは照明をつけるが、部屋は暗いままであった。フィッシャーはギルソンを探すが姿も返事もなく、代わりにクラゲのような姿をした大きな怪物がいた。混乱し恐れたフィッシャーは、身を守るために杖を構えるが、仕込んだはずの毒針は濡れたスポンジのような役に立ちそうもない形状に変わっている。追い詰められたフィッシャーは、そのまま杖先を怪物に向ける。
その後、アパートにてフィッシャーとギルソンの遺体が見つかり、特にフィッシャーは割れた窓ガラスで首を裂かれて芝生に転がっていた。部屋には録音記録が残されており、黒魔術の儀式を行っていたようだが、途中から理解不能な音声へと変わっていた。住人フィッシャーが客人ギルソンを毒刃で刺殺したらしいことはわかったが、動機を解明はできなかった。

## 主な登場人物
- ケヴィン・ギルソン - 語り手。タクシーで暇潰しにオカルト雑誌を眺めているところに、相乗りしたフィッシャーに話を持ち掛けられる。
- ヘンリー・フィッシャー - 黒魔術研究家。人間の脳は真実を歪めて知覚しており、真の世界を見たら耐えられないと持論を説く。ダオロスによってヴェールを破り、危険を冒しても真の世界を見たいと望み、協力者を探していた。
- ダオロス - 「ヴェールを破るもの」と称される神。超次元存在のため、人間の視覚では捉えられず、無理に見ようとすると脳が狂う。三次元空間に召喚して五芒星の立体に閉じ込めて契約することで、召喚者に知識を授けてくれる。
- 怪物 - 儀式の後にフィッシャーが見たもの。巨大な、形が変わる原形質のクラゲのような姿をした生物。色はとても形容できない。人語も発さない。

## 別の解釈
ダオロスが願いを叶えたことでフィッシャーにギルソンの姿が怪物に見えたという展開だが、二次資料にて別の解釈が行われている。
儀式に用いたアーティファクトの一つに「夢のクリスタライザー」という物がある。眠っている者の意識を、ドリームランドや別の次元に移動させる（夢を結晶化＝crystalizeする）機能を有する。別の解釈では、この怪物を「夢のクリスタライザーの守護者」であるとしている。つまり、ダオロスがフィッシャーの願いを叶えた結果ではなく、怪物がクリスタライザーを奪い返しにやって来たということになる。
夢のクリスタライザーの守護者は、夢の神ヒュプノスの従者と設定されている。

## 収録
- 『クトゥルフ神話への招待 遊星からの物体X』扶桑社、尾之上浩司訳「ヴェールを破るもの」
- 『グラーキの黙示1』サウザンブックス社、尾之上浩司訳「ヴェールを剝ぎ取るもの」

## 関連作品
- 湖畔の住人 - グラーキの黙示録と夢のクリスタライザーが登場する。
- 沙耶の唄 - 認知が狂った者の物語。

## ダオロス

色と形が変化し続ける無定形の塊。光柱をまとい、周囲を棒状の物体が取り囲む。

知識の神。「グラーキの黙示録」に記載がある。TRPGにて外なる神に分類される。
超次元の神であり、複雑怪奇な姿をしている。神像として、半球体と輝く金属を灰色の棒で幾何学的に連結した物が用いられる。召喚したら、五芒星オブジェの檻に閉じ込めて、契約する。
ヘンリー・フィッシャーとケヴィン・ギルソンによるダオロス召喚の儀式は、2人とも死ぬという結果に終わった。